# Супрун, Михаил Николаевич
Супрун, Михаил Николаевич (род. 5 апреля 1955, Северодвинск, Архангельская область, РСФСР, СССР) — российский историк, доктор исторических наук, профессор истории Северного Арктического Федерального университета имени М. В. Ломоносова.
В 1978 окончил Поморский государственный университет, потом в 1984 аспирантуру Ленинградского отделения института истории АН СССР. В 1996 году защитил докторскую диссертацию по истории в Институте российской истории РАН (1996). Проходил стажировку в МГУ (1989), Оксфордском университете (1994), Университете Джорджа Вашингтона (1998—1999), Краковском университете (2000), университете Тромсе (2003), Институте истории Польской академии наук (2009). Автор более 170 научных работ, в том числе 14 книг. Автор, составитель и редактор альманахов «Северные конвои: исследования, воспоминания и документы» (Вып.1-5. Москва-Архангельск, 1991—2001) и «Каторга и ссылка на Севере России» (Вып.1-4.СПтб -Архангельск, 2003—2010)
В 2009 году Михаилу Супруну было предъявлено обвинение в сборе сведений о сталинских репрессиях против немцев и поляков.

## Архангельское дело: уголовное преследование историка
В октябре 2009 года было предъявлено обвинение заведующему кафедрой отечественной истории Государственного Поморского Университета в Архангельске Михаилу Супруну и полковнику УВД Архангельской области Александру Васильевичу Дудареву, которые занимались научным проектом, посвященным репрессированным этническим немцам и немецким военнопленным в России. Супрун, его аспирантка и полковник Дударев были задержаны в сентябре, ФСБ провела обыски у них дома и на работе. У ученого изъяли весь архив, компьютеры и другие электронные носители.
«Установлено, что Супрун получил в 2007 году грант от представителей немецкого Красного Креста и Исторического исследовательского общества немцев из России на обработку имеющихся в архивах Архангельска 40 тыс. архивных дел в отношении немецких граждан. В результате он создал электронную базу о 5 тыс. спецпереселенцах — гражданах СССР, репатриированных с территории Германии по окончании Второй мировой войны, а также членах их семей. Эти люди являлись этническими немцами и поляками, выселенными в 1945—1956 годах на территорию Архангельской области. Собранные Супруном сведения содержали биографические данные, состав родственных связей, факты и основания перемещения с территории СССР и Германии, кроме того, информацию о службе в армии на стороне Германии. За обработку персональных данных этих лиц Супрун получал деньги», — говорится в сообщении следственного комитета.

## Главные труды М. Н. Супруна
- Архангельск в годы Великой Отечественной войны 1941—1945 гг. Ленинград, 1983 229 c. : ил. (кандидатская диссертация)
- "Политическая ссылка на Европейском Севере в конце 19 — начале 20 вв. Выпуск 1. 1895—1905 гг. Вологда, 1989 (в соавторстве с С. Я. Косухкиным),
- «Люфтваффе под Полярной Звездой». Архангельск, 1996 в соавторстве с Р. И. Ларинцевым),
- «Ленд-лиз и северные конвои, 1941—1945 гг.» М., 1997. (докторская диссертация)
- «Освобождение Восточного Финнмарка, 1944—1945 гг.» (в соавт. с А. и В. Гёртер).